# Орељ (језеро)
Орељ (рус. Орель) је језеро у Русији. Налази се на територији Хабаровске Покрајине. Површина језера износи 314 km².